# Amela Kršo
Amela Kršo (Foča, 17 de abril de 1991) es una futbolista bosnia. Juega como defensora en el SFK Sarajevo 2000 de la Liga Femenina de Fútbol de Bosnia-Herzegovina. Es internacional con la selección bosnia.
Entre 2007 y 2013 jugó su primera etapa en el SFK Sarajevo. Entre el 2013 y 2014 pasó por el SFK Banja Luka y el Ferencvárosi TC húngaro. Un año más tarde dio el salto a la Bundesliga Femenina con el Turbine Potsdam donde sólo jugó una temporada y en 2016 regresó al club que la vio nacer.

## Clubes
| Club              | País                 | Año             |
| ----------------- | -------------------- | --------------- |
| SFK Sarajevo 2000 | Bosnia y Herzegovina | 2007 - 2013     |
| Banja Luka        | Bosnia y Herzegovina | 2013 - 2014     |
| Ferencvárosi TC   | Hungría              | 2014            |
| Turbine Potsdam   | Alemania             | 2015 - 2016     |
| SFK Sarajevo 2000 | Bosnia y Herzegovina | 2016 - presente |

## Palmarés

### Títulos nacionales
| Título                     | Club              | País                 | Año     |
| -------------------------- | ----------------- | -------------------- | ------- |
| Liga de Bosnia-Herzegovina | SFK Sarajevo 2000 | Bosnia y Herzegovina | 2007-08 |
| Copa de Bosnia-Herzegovina | SFK Sarajevo 2000 | Bosnia y Herzegovina | 2007-08 |
| Liga de Bosnia-Herzegovina | SFK Sarajevo 2000 | Bosnia y Herzegovina | 2008-09 |
| Copa de Bosnia-Herzegovina | SFK Sarajevo 2000 | Bosnia y Herzegovina | 2008-09 |
| Liga de Bosnia-Herzegovina | SFK Sarajevo 2000 | Bosnia y Herzegovina | 2009-10 |
| Copa de Bosnia-Herzegovina | SFK Sarajevo 2000 | Bosnia y Herzegovina | 2009-10 |
| Liga de Bosnia-Herzegovina | SFK Sarajevo 2000 | Bosnia y Herzegovina | 2010-11 |
| Copa de Bosnia-Herzegovina | SFK Sarajevo 2000 | Bosnia y Herzegovina | 2010-11 |
| Liga de Bosnia-Herzegovina | SFK Sarajevo 2000 | Bosnia y Herzegovina | 2011-12 |
| Copa de Bosnia-Herzegovina | SFK Sarajevo 2000 | Bosnia y Herzegovina | 2011-12 |
| Liga de Bosnia-Herzegovina | SFK Sarajevo 2000 | Bosnia y Herzegovina | 2012-13 |
| Copa de Bosnia-Herzegovina | SFK Sarajevo 2000 | Bosnia y Herzegovina | 2012-13 |
| Liga de Bosnia-Herzegovina | SFK Sarajevo 2000 | Bosnia y Herzegovina | 2016-17 |
| Copa de Bosnia-Herzegovina | SFK Sarajevo 2000 | Bosnia y Herzegovina | 2016-17 |
| Liga de Bosnia-Herzegovina | SFK Sarajevo 2000 | Bosnia y Herzegovina | 2017-18 |
| Copa de Bosnia-Herzegovina | SFK Sarajevo 2000 | Bosnia y Herzegovina | 2017-18 |
| Liga de Bosnia-Herzegovina | SFK Sarajevo 2000 | Bosnia y Herzegovina | 2018-19 |
| Copa de Bosnia-Herzegovina | SFK Sarajevo 2000 | Bosnia y Herzegovina | 2018-19 |
| Liga de Bosnia-Herzegovina | SFK Sarajevo 2000 | Bosnia y Herzegovina | 2019-20 |
| Liga de Bosnia-Herzegovina | SFK Sarajevo 2000 | Bosnia y Herzegovina | 2020-21 |
| Liga de Bosnia-Herzegovina | SFK Sarajevo 2000 | Bosnia y Herzegovina | 2021-22 |